# 佛山市南海区人民医院
佛山市南海区人民医院（华南理工大学附属第六医院）是一家三级甲等医院，位于中华人民共和国广东省佛山市南海区狮山镇桂丹路120号。

## 历史

### 旧院区
1946年1月，广东省立第三医院正式成立，院址设在佛山镇（现为佛山市禅城区祖庙街道）升平路松桂里39号，后于1948年搬迁至南堤路82号。1950年，广东省立第三医院更名为“广东省南海实验卫生院”，1953年更名为“南海县卫生院”，1957年更名为“南海县人民医院”。
1963年，南海县人民医院由南堤路82号搬迁至佛平路40号。1992年，更名为“南海市人民医院”，2003年更名为“佛山市南海区人民医院”。
随着新院区搬迁工作的开展，旧院区于2022年1月24日全面停止服务，同年3月25日正式关闭。

### 新院区
2015年8月，位于南海区狮山镇桂丹路120号的新院区正式开工。
2020年12月10日，佛山市南海区人民医院搬迁工作正式启动。
2021年7月20日，本院成为“华南理工大学附属第六医院”、“华南理工大学第六临床学院”。新院区亦在同日开始试运营，并于2022年1月27日开始对外试运行，同年11月正式开业。